# Narratologie
Narratologie is een tekstbenadering in de literaire kritiek en in de antropologie, die het vertellen (of de vertelwijze) van verhalen als haar studieobject kiest.
In brede zin omvat de narratologie zowel de verhaaltheorie als de verteltheorie. De verhaaltheorie en de verteltheorie houden zich bezig met verhalen. Een verhaal is een eenheid en samenhang vertonende geschiedenis, die door een verteller (Engels: narrator) gepresenteerd wordt. Een geschiedenis bestaat uit een reeks van met elkaar logisch en chronologisch verbonden gebeurtenissen en handelingen.
De centrale vragen in de narratologie zijn: Wie vertelt wat? en: Op welke wijze wordt er verteld?

## Geschiedenis

### Structuralisme
In de taalkunde was sinds het begin van de twintigste eeuw (Ferdinand de Saussure) het structuralisme een dominante benadering: taal werd gezien als een systeem van structuren. In de jaren vijftig van die eeuw maakte vervolgens Claude Lévi-Strauss opgang met zijn structuralistische benadering in de antropologie (Anthropologie structurale, 1958). Daarbij had hij overigens al voorgangers gehad, die achteraf als voorlopers kunnen worden gezien: met name J.G. Frazer had in zijn monumentale The Golden Bough (1890–1915) een veelomvattend overzicht gepresenteerd van thema's die in de mythologieën en de gebruiken van volkeren over de gehele wereld steeds terugkeerden.

### De jaren zestig
Frazers werk is van meet af aan van grote invloed geweest op de literatuur. Verwijzingen naar de thematiek die hij had aangewezen, komen in vele 20e-eeuwse werken terug. In de literaire kritiek duurde het langer totdat structuralistische ideeën werkelijk postvatten, maar in de jaren 1960 volgden de ontwikkelingen elkaar in snel tempo op. Lévi-Strauss was van centrale betekenis geworden in de vakliteratuur.
Men herontdekte het werk van de Russische folklorist Vladimir Propp, wiens De morfologie van het toversprookje (Morfologija skazki, 1928) in 1958 in het Engels was vertaald. Hij had Russische volkssprookjes onderzocht, en steeds weerkerende elementen ontwaard, die hij met een zeer structuralistische term "morfemen" noemde. Hij was tot 31 onveranderlijke "functies" gekomen, die aan deze teksten ten grondslag zouden liggen, en die via een systeem van "transformaties" waren op te sporen.
De behoefte ontstond om de literaire kritiek op een meer "wetenschappelijke" basis te funderen, en met "wetenschappelijk" werd gedoeld op het inmiddels dominante structuralisme. Als dit in taalkunde en antropologie successen behaalde, dan moest het ook in de literaire kritiek bruikbaar zijn.

### Narratologie: grote structuren
In 1969 introduceerde de taalkundige en criticus Tzvetan Todorov het woord narratologie. In eerste instantie doelde hij daarmee op het structuralistische literatuuronderzoek van zichzelf en Franstalige collega's, onder wie Barthes, Greimas en Genette.

#### De Franse benadering
Roland Barthes had in zijn Mythologies (1957) gepoogd dieper door te dringen in cultuurverschijnselen, hun onderliggende "mythologie" bloot te leggen. A.J. Greimas (Sémantique structurale, 1966) ging uit van zes thema's die in de verhaalstructuur mogelijk waren, en die hij actanten noemde. Gérard Genette veronderstelde in zijn Figures III (1972) een verhaalstructuur die uit drie verschillende elementen was opgebouwd: de inhoud, de vertelling en de verteldaad. Todorov zelf publiceerde een Grammaire du Décaméron (1969), waarin hij grammaticale begrippen toepaste op de tekst als literaire uiting.
De raakvlakken met de taalkunde en de antropologie worden in de gebruikte terminologie benadrukt. Mythologie herinnert aan de volkenkunde, semantiek, actanten, grammatica zijn linguïstische begrippen. Benadrukt moet daarbij worden dat het om macrostructuren ging: niet de structuur van een zin, niet de woorden op een bepaalde bladzijde werden onderworpen aan close reading – doelstelling was het onderkennen of opsporen van structuren die aan de tekst als geheel ten grondslag lagen.

#### Andere onderzoekers
De structuralistische benadering bleef niet beperkt tot het Franse taalgebied. In de Verenigde Staten bijvoorbeeld was Northrop Frye ondertussen bezig met zijn archetypenkritiek of mythenkritiek: hij streefde er in zijn Anatomy of Criticism (1957) naar, alle teksttypen te categoriseren, en kwam zo tot een indeling naar symbolen, mythen en archetypen. Hier is het minder de taalkunde dan de antropologie die als model fungeert.
In Nederland werd Mieke Bal met haar Franstalige proefschrift Narratologie (1977) de grote exponent van de discipline.

#### Accentverschillen
Er ontstonden inmiddels verschillende benaderingswijzen in de narratologie en de ermee verwante mythenkritiek. Anders beschouwd: die verschillende benaderingswijzen kwamen erin bijeen. Voor de ene onderzoeker was de taal een element in de literatuur, voor de andere stond taalonderzoek model voor structureel tekstonderzoek, weer anderen baseerden zich meer op de structuralistische antropologie.

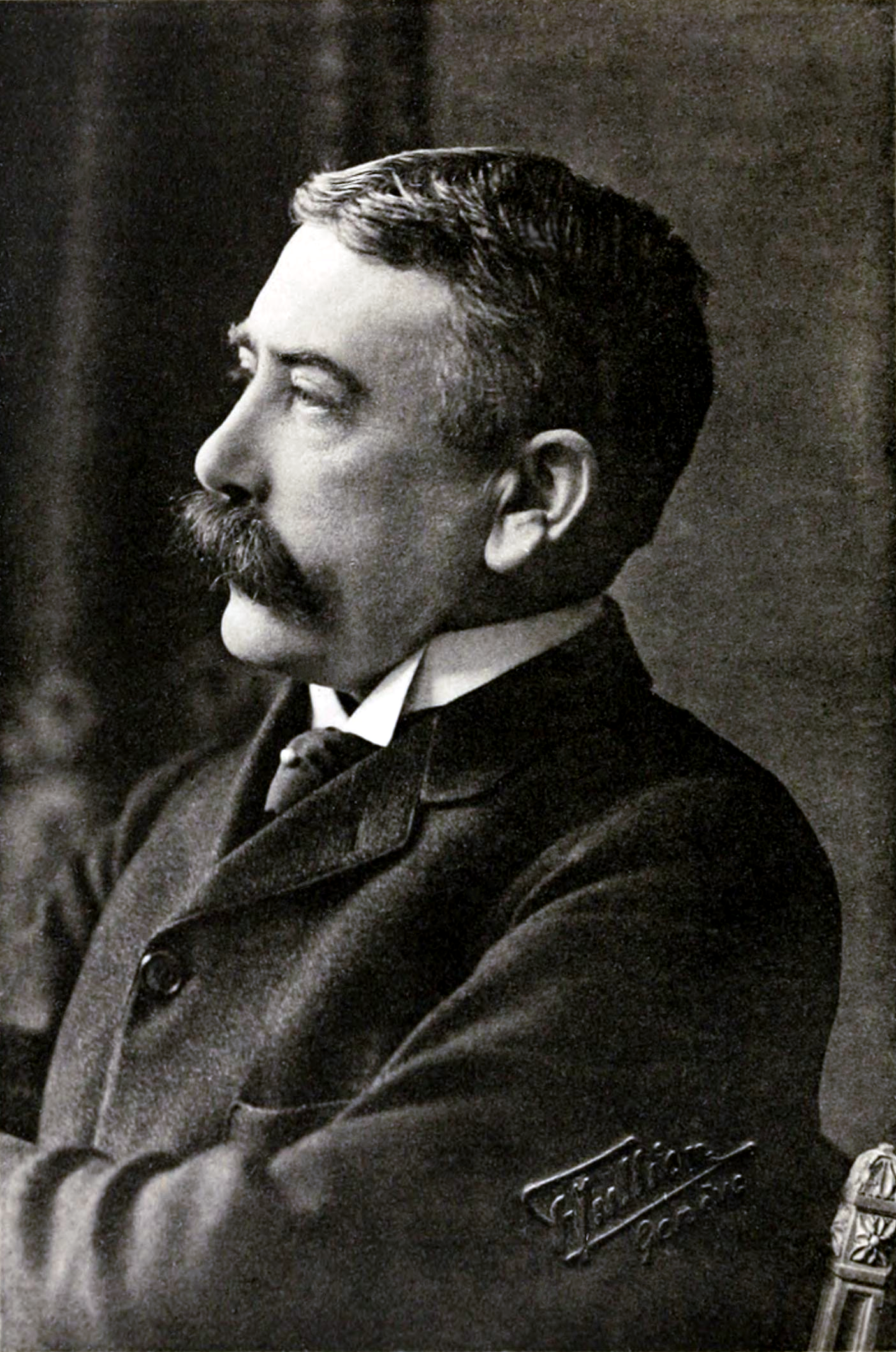
Ferdinand de Saussure
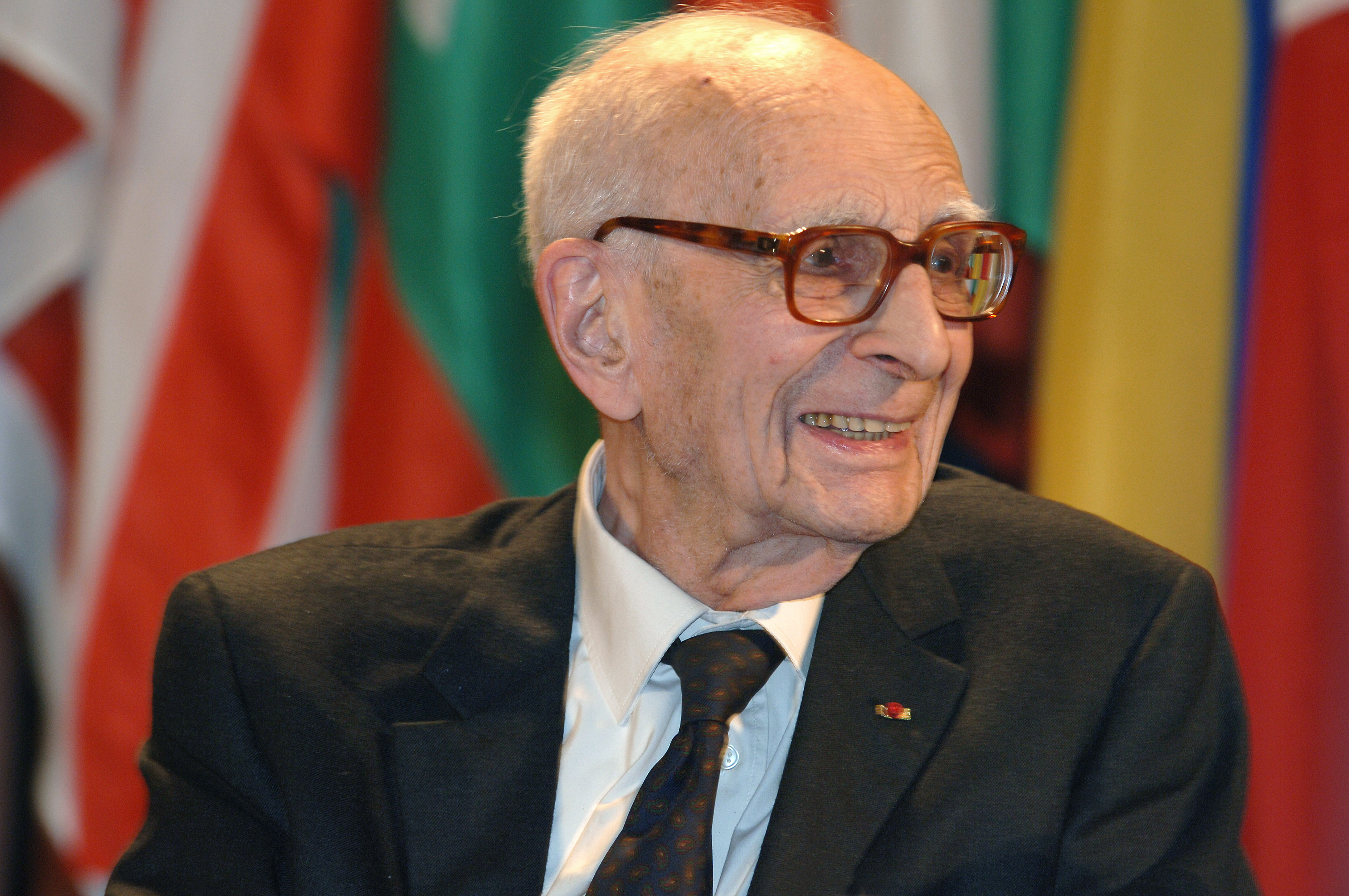
Claude Lévi-Strauss
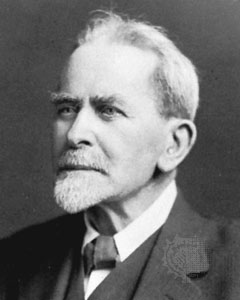
James Frazer
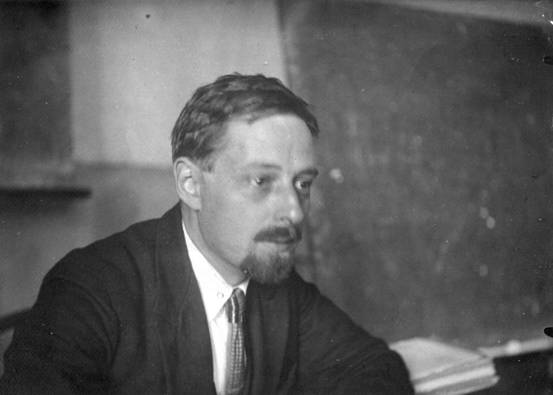
Vladimir Propp (1928)
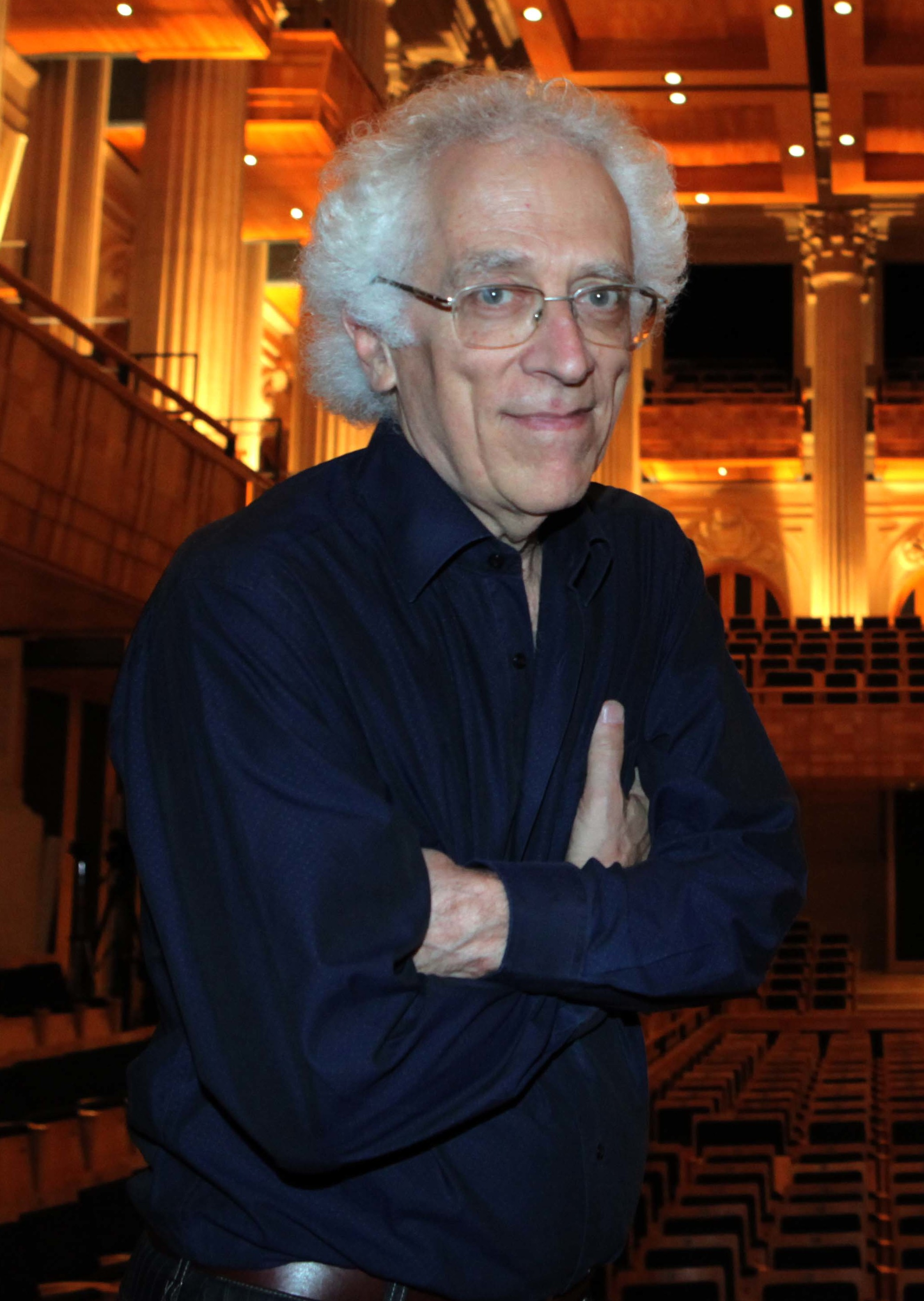
Tzvetan Todorov
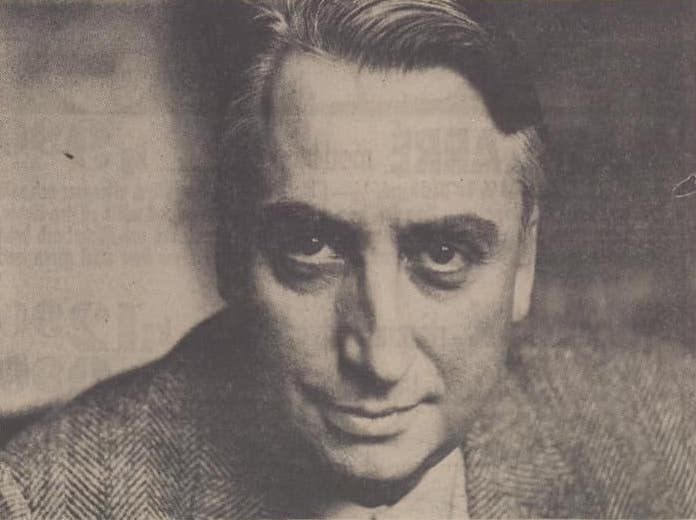
Roland Barthes (1969)
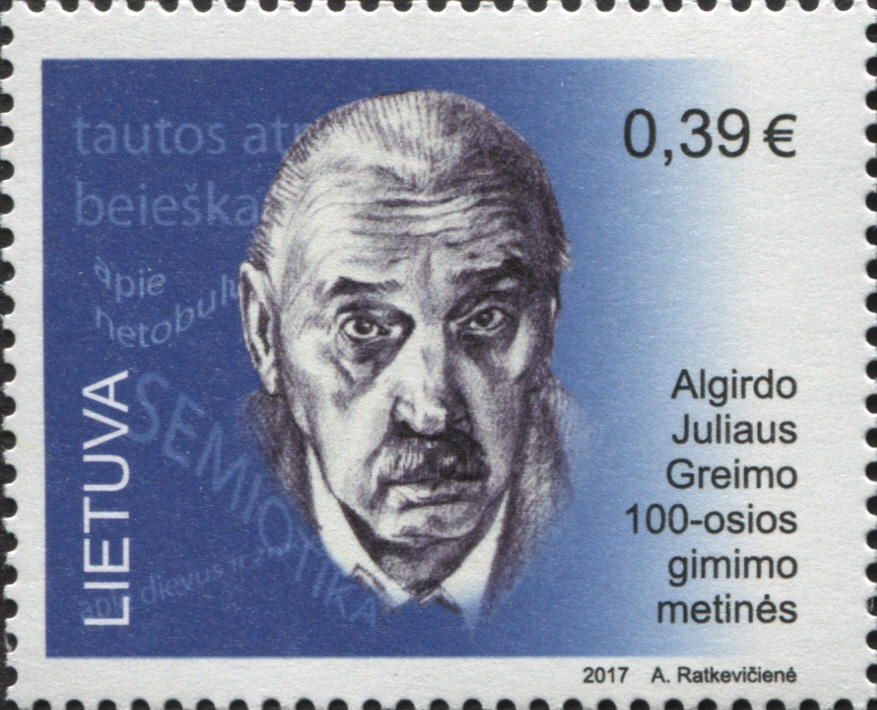
Algirdas Greimas
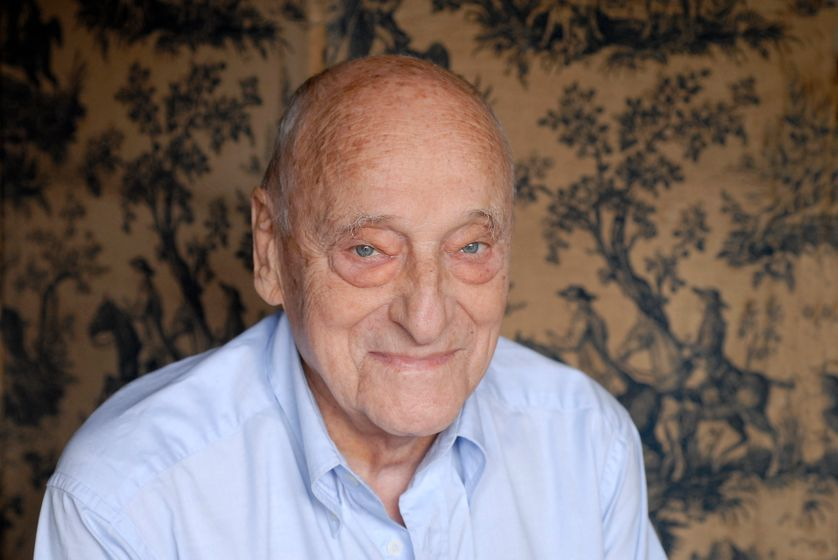
Gérard Genette
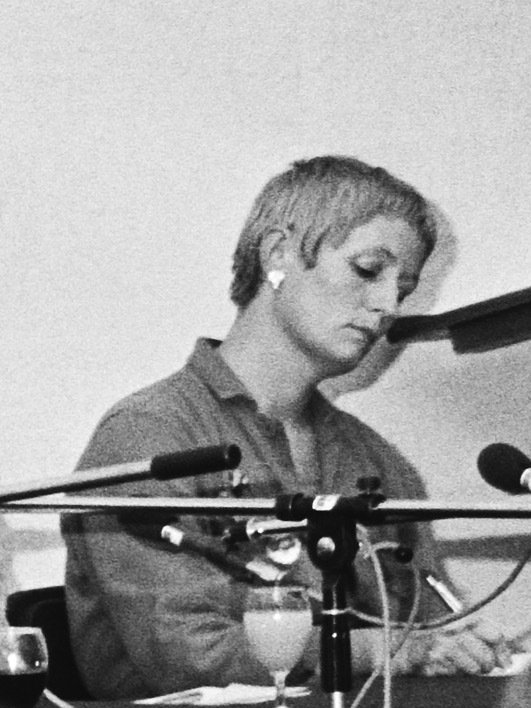
Mieke Bal (1980)

## Verhaaltheorie en verteltheorie
| De driehoek van Petersen. |         |           |
|                           | verhaal | verteller |
| epiek                     | +       | +         |
| drama                     | +       | —         |
| lyriek                    | —       | —         |

De verhalende producten in de literatuur noemt men epiek. Epiek is een bericht (afgeronde hoeveelheid informatie) over handelingen en gebeurtenissen in de vorm van een monoloog: een meer of vaak ook minder herkenbare verteller vertelt een geschiedenis of een verhaal. Daarbij wordt in de literaire kritiek en in de antropologie vooral gekeken naar de wijze waarop die verhalen zijn verteld.
De gebruikte methoden bij de tekstgerichte benadering van verhalende teksten zijn de verhaalanalyse of structuuranalyse, waarbij de structuur van de elementen en hun samenhang worden geanalyseerd, en de vertelanalyse (discoursanalyse, narratologie in engere zin), waarbij de vertellersstandpunten en focalisaties worden onderzocht.

### Verhaaltheorie en tekstanalyse
De verhaaltheorie (tekstanalyse, story narratology) houdt zich bezig met de opbouw van geschiedenissen of verhalen, die worden beschouwd als uit vaste structuren, die weer bestaan uit samenhangende elementen. Een 'geschiedenis' of een 'verhaal' bestaat uit reeksen van gebeurtenissen die betrekking hebben op personages en hun handelingen.
'Gebeurtenissen' zijn zowel natuurlijke als niet-natuurlijke gebeurtenissen (zoals overstromingen, respectievelijk auto-ongelukken).
'Personages' raken betrokken bij gebeurtenissen, doordat ze deze waarnemen, veroorzaken, of ze juist ondergaan, en er nadeel of voordeel van hebben.
'Handelingen' (acties) zijn de door personages veroorzaakte en gewilde gebeurtenissen. Er zijn dus personages te onderscheiden met een handelingenverloop en gebeurtenissen in ruimte en tijd, en motieven.
| Verhaalstructuur | Verhaalstructuur   | Verhaalstructuur                 |
| personages ↓     | ↓ gebeurtenissen ↓ | ↓ gebeurtenissen ↓               |
| personages ↓     | natuurlijk         | niet-natuurlijk                  |
| ---------------- | ------------------ | -------------------------------- |
| getuige          | +                  | +                                |
| 'slachtoffer'    | +                  | +                                |
| veroorzaker      | -                  | ongewilde acties, gewilde acties |

In verhalen wordt zo een rol gespeeld door gebeurtenissen en de omstandigheden zoals de locaties, perioden, tijdverlopen en de tijdstippen.
Verhaaltheorie is de theorie van de structuur van verhalen. Om een structuur te onderzoeken, of om een structurele beschrijving te presenteren, worden de verschijnselen van verhaal ontleed in hun samenstellende delen en wordt dan geprobeerd functies en de aard van hun relaties te bepalen. De punten van aandacht bij het onderzoek aan de structuur van verhalen zijn de onderlinge relaties tussen
- de personages,
  - handelingen, menselijke acties,
  - de motieven en thema's,
- gebeurtenissen en omstandigheden
  - de locaties en ruimte waarin het verhaal speelt,
  - de tijd waarin het verhaal speelt en/of waarin het verhaal wordt verteld, de tijdstippen, de tijdsverlopen en perioden

### Verteltheorie
De verteltheorie (discourse narratology, discoursanalyse) is een tekstbenadering, die het vertellen van verhalen als haar studieobject kiest. De aandacht is gericht op de wijze van het vertellen (de verteller en of deze een personage is in het verhaal), focaliseren (de visie van waaruit de relatie tussen de gepresenteerde elementen wordt gepresenteerd), de weergave van gedachten en dialogen, en van de stijl.
Als discipline begon narratologie vorm te krijgen in 1966, het jaar waarin het Franse tijdschrift Communications een speciale uitgave uitbracht getiteld "De structurele analyse van verhalen". De term narratologie zelf werd drie jaar later bedacht door Tzvetan Todorov, een van de medewerkers aan die speciale uitgave.
Vanuit de moderne stromingen, zoals de postmoderne literatuur, zijn er reacties en kritiek gekomen op de toepasbaarheid van de narratologie.

## Narratieve communicatie

### Taalfuncties
Het communicatiemodel is een model uit de taalkunde waarin de relaties tussen zender, bericht en ontvanger schematisch worden voorgesteld.
Roman Jakobson (1896 - 1982) was een van de grondleggers van de moderne taalkunde. Hij heeft een voorname rol gespeeld in het Russisch formalisme. Volgens Jakobson moet er aan drie voorwaarden worden voldaan opdat een uitgezonden bericht (boodschap) doeltreffend zal zijn:
1. het bericht moet context hebben waarnaar verwezen kan worden en die begrijpelijk is voor de ontvanger;
2. het bericht moet een code gebruiken die volledig of gedeeltelijk gemeenschappelijk is bij de zender en de ontvanger;
3. er moet een contactkanaal te beschikbaar zijn dat zender en ontvanger in staat stelt om in communicatie te treden.

In het communicatiemodel naar Jakobson, aangepast voor literaire narratieve communicatie, worden de volgende taalfuncties onderscheiden:
| Onderscheiden taalfuncties in het communicatiemodel naar Jakobson, aangepast voor literaire narratieve communicatie |                                                 |                                                                      | |                                                                             |
| Taalfunctie: | Taalfunctie:                                    | Gericht op:                                                          | Toelichting: | Voorbeelden:                                                                |
| 1 | De referentiële of informatieve functie         | de context                                                           | Het overdragen van informatie over de wereld om ons heen. Welke band is er met de realiteit? Is de tekst zeer waarheidsgetrouw of is het een fantasie, sprookje, epos. | "Water kookt bij 100 graden." "De aarde is rond." een verslag in een krant. |
| 2 | De fatische functie                             | het tot stand brengen, onderhouden of beëindigen van de communicatie | Het controleren van het spraakkanaal zelf. Hoe wordt het contact tot stand gebracht?                                                                                   | "Hoort u mij?" "Ik kan u slecht verstaan!" "Mooi weertje, zeg!"             |
| 3 | De metalinguale functie                         | het wederzijds begrip van de (gemeenschappelijke) code               | Het spreken over de code (taal) zelf. Wat is de taal, het dialect, de code die gebruikt wordt?                                                                         | "Wat was dat laatste woord?" "Wat bedoel je met 'krill'?"                   |
| 4 | De emotieve of expressieve functie              | de verteller, de zender                                              | Het uitdrukken van de gevoelens van de spreker zoals in de tussenwerpsels. Hoe staat de zender tegenover de boodschap. Staat hij objectief of zeer subjectief?         | "Ba!" "Ooh!" "Jakkie!"                                                      |
| 5 | De conatieve, appelatieve of directieve functie | de ontvanger (adressee)                                              | Het overtuigen van of veroorzaken van handelingen bij de luisteraar. Hoe wil de zender dat de ontvanger tegenover de boodschap staat.                                  | een bevel; een apostrof; "Kom 's hier!"                                     |
| 6 | De poëtische functie                            | de communicatie zelf ('the message for its own sake')                | Het uitdrukken van meer dan de inhoud van de boodschap, zoals de schoonheid van de taal zelf.                                                                          | een sonnet; een sprookje; "Smurf!"                                          |

### Model voor narratieve communicatie
Narratieve communicatie betreft het samenspel van verschillende communicatieniveaus. Deze kunnen in een concentrisch model worden weergegeven met aan de linkerkant de bron of zender en rechts de ontvanger van het bericht. Het model is een aanpassing van het communicatiemodel. Van buiten naar binnen bestaat het communicatiemodel uit de volgende lagen:
- Niveau van de reële, niet-fictieve communicatie: de werkelijkheid met de context, de auteur en de lezers. Lezers kunnen eventueel contact hebben met schrijvers (als ze in dezelfde tijd leven).
- Niveau van vormgeving, productie en uitvoering: het kanaal en het medium, bijvoorbeeld een geschreven sprookje in een stripboek, een voor de tv voorgedragen ballade, als podcast uitgegeven sprookje, een documentaire of een film.
- Niveau van de fictieve communicatie: de boodschap of bericht, de aan de ontvanger verzonden informatie over de fictieve verteller en zijn werkelijkheid.
- Eventueel is er nog een raamvertelling te onderscheiden met een ingebedde vertelling, dus fictie binnen de fictie.

| Auteur | → |

| uitgever | → |
| drukker  | → |
| acteur   | → |

| ingebedde vertelling                | fictie binnen de fictie |  |
| ingebedde vertelling                | →                       |  |
| - niveau van ingebedde vertelling - |                         |  |

| Fictieve    | → |
| toehoorder, | → |
| adressaat   | → |

| → | Lezer, toehoorder, toeschouwer |

In het model zijn de van buiten naar binnen te onderscheiden niveaus: de werkelijkheid, het kanaal en medium, de boodschap of het bericht en de fictieve wereld:

#### Werkelijkheid
De historische en huidige realiteit vormen de context van de auteur en de lezer, de uitgever, de drukker, de criticus. Een nog levende auteur kan communiceren met zijn publiek onder andere door interviews, manuscripten of brieven. Het publiek kan ook contact opnemen met de auteur of informatie over de auteur verkrijgen uit verschillende andere bronnen. De normen en waarden van de auteur kunnen tot uiting komen, zodat de lezer deze leert kennen en kan confronteren met de eigen normen en waarden, maar deze normen en waarden kunnen ook verborgen blijven.

#### Kanaal en medium
Bij het kanaal en medium met de codering en techniek wordt een rol gespeeld door bijvoorbeeld de uitgever, de producent en de acteurs. Het tussenniveau bestaat bij een boodschap uit de boeken, tijdschriften, weblogs, televisie, film of theater.
- Bij proza kan men denken aan de indeling van de tekst met hoofdstukken, episoden en alinea's, eventueel gescheiden door witregels.
- Bij poëzie speelt de vormgeving gewoonlijk een duidelijke rol.

#### Boodschap, bericht
De boodschap of het bericht is in de film, literaire tekst, video of toneelstuk met de door de auteur geschapen verhaalwerkelijkheid, de (fictieve) verteller en toehoorder, waarbinnen de fictieve wereld zijn vorm krijgt.
De auteur en de lezer maken geen deel van uit van het fictieve universum - dit is niet mogelijk. Wel kan de verteller verwijzen naar de realiteit. Soms is de verteller nauwelijks herkenbaar (niet-gedramatiseerde verteller), soms zeer uitgesproken (gedramatiseerde verteller). De verteller kan als een personage een deel van het verhaal uitmaken, maar kan ook een buitenstaander zijn die zelfs een fictieve toehoorder toespreekt.

#### Fictieve wereld
De fictieve, virtuele wereld betreft de personages en hun handelingen, de gebeurtenissen en omstandigheden (in tijd en plaats).
Soms is het zinvol nog meer niveaus te onderscheiden, bijvoorbeeld als er sprake is van een onbetrouwbare verteller, waardoor een extra niveau ontstaat met "fictie binnen de fictie". Maar ook vaak kunnen verschillende niveaus verborgen blijven.
Bij sommige auteurs kan de historische achtergrond en levensgeschiedenis vaag blijven en staat het verhaal daar los van.

## Hoofdindeling narratologie
De narratologie richt zich in de verhaaltheorie op de geschiedenis of het verhaal met zijn elementen en de samenhang daartussen. De gebeurtenissen houden onderling verband met elkaar, met de personages en hun handelingen, de plaats en de tijd waarin de gebeurtenissen plaatsvinden.
De verhaalanalyse spoort onder andere verbanden op die in een literaire tekst als "diepere laag" aanwezig zijn. Een verhaal is een in meer of mindere mate fictief relaas van een of meerdere acties en gebeurtenissen die de personages ondergaan. Daarnaast richt de verteltheorie zich op de wijze van vertellen van de geschiedenis.
Theoretisch gezien kan men twee niveaus in een verhalende of narratieve tekst onderscheiden:
1. Geschiedenis of verhaal ("story"). Het beschrijft wat er gebeurde - de chronologische ordening van gebeurtenissen, zich daarbij baserend op een kritisch onderzoek van bronnen. Er gebeurt iets. Het gaat hier om de vraag WAT: wat wordt er verteld?
2. Vertelling (ook wel "discours", "plot") is de manier waarop er wordt verteld. Een vertelling is al datgene wat een geschiedenis presenteert. Van een vertelling is pas sprake als er ten minste één gebeurtenis of handeling is. Een vertelling is de wijze waarop onderling verbonden episoden worden verhaald: een episode is een groep van 2 of meer samenhangende gebeurtenissen en handelingen. Om personages zijn gewoonlijk reeksen van gebeurtenissen (plot) te onderscheiden. Er is gewoonlijk meer dan één plotlijn, die gegroepeerd zijn om de verschillende personages. Volgens de eenheidsconventie wordt de tekst traditioneel gekenmerkt door de eenheid van geheel en delen, waarin niets kan worden verplaatst of weggelaten zonder de eenheid te schaden.
  - De termen acties en handeling slaan op de door de personages gewilde handelingen.
  - De term gebeurtenissen slaat hier op niet door personages veroorzaakte of gewilde, natuurlijke en onnatuurlijke zaken.
  - Een episode is een groep van twee of meer onderling verbonden handelingen en gebeurtenissen.
  - Een plot is de logische en oorzakelijke structuur van een geschiedenis. Het geeft een beschrijving van waarom wat gebeurde in de geschiedenis.

### Verhaaltheorie
Verhaaltheorie heeft als centraal punt het verhaal (een reeks van door een verteller gepresenteerde met elkaar verbonden gebeurtenissen) met zijn elementen en de samenhang daartussen, zoals de personages van verschillende types met hun rol, de handelingen en gebeurtenissen, de ruimte en de tijd waarin het verhaal zich afspeelt en hoe deze worden weergegeven, en de motieven en thema's.

#### Personages
Personages hebben een centrale rol in verhalen en hebben verschillende karakters. Van de personages gaan de handelingen uit en zij ondergaan de gebeurtenissen.
De beschrijving van personages kan een overwegend letterlijke betekenis hebben. In dat geval beeldt het personage een persoon uit de gewone werkelijkheid uit. Als de beschrijving van personages een overwegend overdrachtelijke betekenis heeft, krijgen de personages allegorische trekken en worden het vooral de drager van abstracte motieven. Doorgaans hebben de beschrijvingen van personages zowel een letterlijke als een figuurlijke betekenis.
Er zijn verschillende types personages te onderscheiden op grond van hun rol in het verhaal of op grond van hun karakter of psychologisch type. Op grond van hun rol in het verhaal kan men onderscheiden:
- De protagonist of held van het verhaal speelt de hoofdrol en is een personage dat centraal wordt belicht. Meestal kennen we de gevoelens en gedachten. Typen protagonist zijn de Byroniaanse held en de antiheld.
- De antagonist is de tegenspeler van de protagonist. Deze is vaak een tegenhanger van wat een maatschappelijke en psychologisch aangepaste figuur zou kunnen zijn. Andere tegenspelers zijn het alter ego, en de booswicht of schurk.
- De bijfiguren of nevenpersonages zijn minder opvallend en worden soms naar de achtergrond verdrongen, maar kunnen bijvoorbeeld wel een rol hebben als de verteller. De deuteragonist en de tritagonist kunnen naast de protagonist een rol spelen. Daarnaast zijn nog te onderscheiden de aangever (bijvoorbeeld bij een komisch duo) en het onzichtbaar personage.

Op grond van hun karakter of psychologisch type kan men onderscheiden:
- Het round character is een personage wiens karakter zich in de loop van het verhaal ontwikkelt, in gunstige of ongunstige zin. Een round character bezit meestal goede en slechte eigenschappen en heeft psychologische diepgang en ontwikkeling. Een personage van dit type is niet voorspelbaar.
- Een flat character is een personage waarvan het karakter zich niet (of niet duidelijk) ontwikkelt. Het heeft een aantal specifieke (goede of slechte) kenmerken en eigenschappen, die gedurende het hele verhaal gelijk blijven. Deze personages zijn daardoor vaak voorspelbaar. De flat characters kunnen een round character reliëf te geven.
- Het typetje of archetype is een verenging van een flat character. Het is een voorspelbaar personage dat met één karaktertrek gedefinieerd kan worden, en dat gedurende het hele verhaal gelijk blijft. De beschrijving van deze personages kan zo stereotiep zijn dat het personage de functie krijgt een type of typetje uit te beelden.

Informatie over het karakter wordt gegeven door de auctoriale verteller, de personale vertelinstantie, het vertellende ik of door de andere personages, of kan indirect worden afgeleid uit het verhaal. Personages kunnen op verschillende manieren worden gekarakteriseerd, zoals door een blokkarakterisering (een min of meer complete beschrijving van het innerlijk en uiterlijk van een personage die gewoonlijk vooraan in het verhaal wordt gegeven) of bij een ontrollende karakterisering (waarbij de informatie over het innerlijk en het uiterlijk van een personage bij stukjes en beetjes wordt gegeven). Een speaking name is de naam van een personage waarin het karakter van het personage gegeven is, meestal op satirische wijze, bijvoorbeeld Pieter Stastok uit Camera Obscura van Hildebrand of Droogstoppel uit Max Havelaar van Multatuli.

#### Verloop

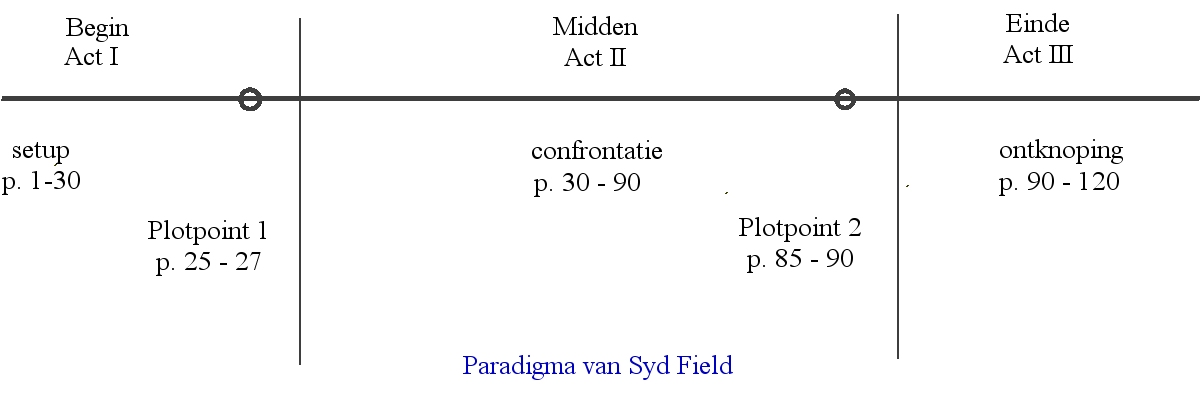
Drie-actstructuur naar Syd Field

In het verloop van verhalen kunnen vaak een aantal fasen min of meer worden herkend, zoals de expositie, de intriges, de climax en de ontknoping.
Bij het schrijven en het evalueren van scenarios in drie delen wordt de drie-actstructuur een model volgens de Amerikaanse scenarist Syd Field gebruikt met een begin (setup), een midden (confrontatie) en een einde (ontknoping).
De verschillende manieren waarop zinnen en alinea's binnen een tekst met elkaar verbonden zijn kan een samenhangend verhaal worden gevormd, zoals door een chronologisch tekstverband, een tegenstellend verband of een oorzakelijk tekstverband. Tekstverbanden spelen een cruciale rol bij het begrip van de betekenis, de structuur en het verloop van een tekst.
| Fasen  | Omschrijving | Drie-act-structuur              |
| ------ | --- | ------------------------------- |
| Fase 1 | De expositie, inleiding van het conflict. Soms wordt de gehele tekst van een verhaal voorafgegaan door een proloog. | BeginSetup, Plotpoint 1         |
| Fase 2 | De intriges in de verhaallijnen, verwikkelingen, complicaties, toenemend samenhangende handelingen en gebeurtenissen, proces van verslechtering. | BeginSetup, Plotpoint 1         |
| Fase 3 | De climax, conflict, verandering in de handelingen en gebeurtenissen, toestand van gebrek. Bij een cliffhanger eindigt het verhaal op een moment waarop de spanning het grootst is, en waarbij niet duidelijk is hoe het verder afloopt. | MiddenConfrontatie, Plotpoint 2 |
| Fase 4 | De ontknoping, wending, oplossing, proces van verbetering. De wendingen in een verhaal worden ook wel plotpoints genoemd. Deus ex machina is een onverwachte of bovennatuurlijke ontknoping van een verhaal. | EindeOntknoping                 |
| Fase 5 | Een bevredigende toestand. Catharsis betekent een "emotionele zuivering" en beschrijft een extreme verandering in emotie die optreedt bij een personage en bij de lezer als gevolg van sterke gevoelens zoals verdriet, angst, medelijden, of zelfs gelach. Soms wordt een verhaal afgesloten met een epiloog. Het is de tegenhanger van een proloog. | EindeOntknoping                 |

#### Ruimte
Verhalen spelen zich ergens af, dus ruimtes spelen een rol.

##### Betekenis
De functies van deze ruimtes kunnen zijn:
- De beschrijving van de ruimte in een verhaal kan overwegend letterlijke betekenis hebben. We spreken dan wel van speelruimte. In dat geval heeft de ruimtebeschrijving de functie om de couleur locale te schetsen.
- De beschrijving van de ruimte in een verhaal kan overwegend figuurlijke betekenis hebben. In dat geval krijgt de ruimte symbolische waarde en draagt zij bijvoorbeeld bij aan de karakterisering van een personage, aan een abstract motief of zelfs aan de centrale betekenis van het verhaal.
- De beschrijving van een traditionele, vaste figuurlijke betekenis van een ruimte noemen we een topos.

##### Typen ruimten
In verhalen kunnen verschillende typen ruimte worden onderscheiden:
- de belangenruimte: op logische gronden kent elke verhaalwerkelijkheid fysieke ruimte met afmetingen, kleur en volume. Handelingen hebben nu eenmaal niet alleen tijd, maar ook ruimte nodig om zich te kunnen voltrekken. In de tekst van elk verhaal wordt de ruimte van de verhaalwerkelijkheid in meer of mindere mate beschreven, met als doel de lezer voldoende houvast te geven bij zijn oriëntatie in die werkelijkheid. Soms echter gaat van de beschrijving van een bepaalde ruimte uit de verhaalwerkelijkheid een extra effect uit. Zo'n beschrijving verleent figuurlijke betekenis aan de ruimte, en bijgevolg aan dat wat er in die ruimte plaatsvindt. Als de beschrijving van een bepaalde ruimte uit de verhaalwerkelijkheid aan die ruimte figuurlijke betekenis verleent, spreken we van belangenruimte.
- de diffuse ruimte: de plaats van de handeling in het vage wordt gelaten.
- de gemarkeerde ruimte: de eigenschappen van de ruimte waarin de verhaalgebeurtenissen zich afspelen worden exact omschreven.

##### Functie, rol
Een andere indeling van ruimten naar de functie in het verhaal is:
1. de functionele ruimte: de plaats van de handeling is van groot belang voor het verhaal. De ruimte heeft een functie. Bijvoorbeeld: een horrorverhaal start in de kerkers van een verlaten kasteel, bij volle maan, terwijl het regent en bliksemt.
2. de decoratieve ruimte: de ruimte heeft geen enkel belang in het verhaal. De ruimte is functieloos en is er enkel ter decoratie. De decoratieve ruimte is beschrijvend voor een verhaal.
3. de begeleidende ruimte of karakteristieke ruimte: de ruimte ondersteunt de handeling van de personages. Bijvoorbeeld: een prinses huilt omdat de prins moet vertrekken en het regent pijpenstelen buiten.
4. de contrasterende ruimte: de plaats van handeling staat in contrast met de handeling. Bijvoorbeeld: een prinses huilt omdat de prins moet vertrekken en de zon schijnt buiten.

#### Tijd
Met betrekking tot de tijd zijn er verschillende aspecten, waarvan sommige hebben te maken met wat er verteld wordt (zoals de kalendertijd) en andere meer met het hoe van de vertelling (zoals het point of attack en het verteltempo).

##### Kalendertijd
De kalendertijd is de tijdsperiode waarin een verhaal zich afspeelt. In sommige gevallen wordt een fictief tijdskader gecreëerd, maar kan ook een verwijzing zijn naar de realiteit van de auteur en soms ook van de lezer, zoals bij min of meer autobiografische teksten. In sommige verhalen wordt het in het midden gelaten wanneer het verhaal speelt, bijvoorbeeld in sprookjes ("Er leefde eens lang, lang geleden in een ver land ...")

##### Narratieve tijd
De gebeurtenissen in een verhaal kunnen gebracht worden in de tegenwoordige tijd alsof de verteller deze waarneemt en direct vertelt, of alsof de gebeurtenissen in verleden plaatsvonden en achteraf verteld worden:
- Narratieve tegenwoordige tijd; terwijl de gebeurtenissen plaatsvinden, vindt ook het vertellen plaats.
- Narratieve verleden tijd; de verteller kijkt terug op datgene wat gebeurd is.

##### Chronologie van de vertelling
Het verloop in de tijd:
- chronologisch verloop; de vertelling volgt de geschiedenis
- achronologisch verloop
  - flashforward = prolepsis; de vertelling geeft een blik in de (verre) toekomst van een verhaal te geven
  - flashback = analepsis; de vertelling gaat tijdens een flashback terug in het verleden, vaak met het doel de situatie in het heden te verklaren of daar een bepaalde visie op te geven
  - achronie

##### Verteltempo
- verteltijd (de tijd van het sujet) is de tijd die nodig is om een verhaal of boek te lezen, of de tijd die een film in beslag neemt om het verhaal te vertellen. Het wordt uitgedrukt in uren, bladzijden, hoofdstukken, paragrafen, regels of woorden.
- vertelde tijd (de tijd van de fabel) is het tijdsverloop van de fabel in een verhaal. Het is de tijd in het verhaal waarover wordt verteld.
- epische tijd: vergelijking van de vertelde tijd en de verteltijd:
  - tijdverdichting (summary, Raffung); er vindt panoramisch vertellen plaats.
  - ellipsis; weglating van gebeurtenissen en de tijd waarin deze plaatsvonden.
  - tijdverruiming (stretch, Dehnung), verteltijd groter is dan de vertelde tijd. Er vindt scenisch vertellen plaats.
  - pauze: de voortgang van de tijd in de vertelling is gestopt.

##### Begin en einde van een verhaal
Het incipit is de openingszin of -passage van een verhaal. De vertelling van een verhaal kan op drie verschillende punten van dat verhaal beginnen (point of attack, het begin van het verhaal ten opzichte van het chronologische verloop):
- ab ovo (uit het ei, 'early point of attack'): de vertelling begint bij het begin. De schrijver voert de belangrijkste personages ten tonele en vertelt het een en ander over hen. In de narratologie wordt gesproken over het geven van de expositie, informatie over dat wat aan het verhaal voorafging, zodat de lezer of de kijker het vervolg van het verhaal kan begrijpen.
- in medias res (in het midden van de zaak): de vertelling start zonder duidelijke inleiding of sfeerschepping, terwijl de voorafgaande gebeurtenissen pas later (impliciet of expliciet) uit de doeken worden gedaan. Een vaak gebruikte techniek is het werken met flashbacks om de ontbrekende informatie te onthullen.
- in ultimas res (op het einde van de zaak, 'late point of attack') of post rem (na de zaak): de vertelling begint bij het einde van het verhaal. Ook hier wordt de techniek van de flashback vervolgens toegepast.

De terminus is de laatste passage van een verhaal. Een verhaal kan op 2 manieren eindigen:
- met een gesloten einde (het tegengestelde van een open einde): de auteur geeft wel antwoord op de vragen die gedurende het verhaal worden gesteld. De lezer weet dus precies hoe het verhaal afloopt, of de protagonist zijn dramatisch doel heeft bereikt, en wat het aandeel was van ieder personage bij het tot stand komen van dit resultaat.
- met een open einde: de auteur geeft geen antwoord op de vragen die gedurende het verhaal de kop op steken. De lezer moet dus zelf invullen. Dit kan bijvoorbeeld worden gedaan indien de auteur weet of vermoedt dat de lezers/kijkers uiteenlopende verwachtingen hebben over hoe bepaalde situaties af zouden moeten lopen (bijvoorbeeld of twee personages wel of niet een serieuze relatie moeten krijgen), en bang is een deel van zijn doelpubliek teleur te stellen met zijn keuze van een einde. Een open einde kan ook worden toegepast om een mogelijk vervolg te kunnen schrijven.

#### Motieven en thema's
Bij het begrip motief in de narratologie gaat het om een gegeven (voorwerp, verschijnsel, gebeurtenis) dat meerdere malen in een verhaal terugkeert en een meer dan gewone (symbolische) betekenis heeft. In die zin onderscheidt men concrete en abstracte motieven.

##### Isotopieën
Bij het lezen van een verhaal krijgt de lezer aanhoudend informatie te verwerken. Al lezend in een verhaal is de lezer voortdurend bezig de informatie over de verhaalwereld, die hem successievelijk wordt aangeboden, te ordenen. Dergelijke clusters van betekenissen binnen een bepaalde passage of tekst worden isotopieën genoemd.
Wat de lezer bij het lezen van het verhaal aan informatie tegenkomt, verwerkt hij grofweg volgens twee strategieën: identificatie en differentiatie. Identificeren is de verwerkingsstrategie van de lezer waarbij hij informatie signaleert die hetzelfde is als die welke hij reeds eerder gekregen heeft. Differentiëren is het herkennen van informatie die anders is dan die welke de lezer al gekregen heeft.
De lezer identificeert en differentieert op verschillende niveaus:
1. Op het letterlijke niveau van de tekst beschrijft het de handelingen (en de gebeurtenissen). Identificatie en differentiatie op het letterlijk niveau van het verhaal levert een patroon van concrete motieven op.
2. Op het figuurlijke niveau van de tekst geeft een bepaalde betekenis dat aan de handeling. Identificatie en differentiatie op het figuurlijke niveau van het verhaal levert een patroon van abstracte motieven op.

##### Concrete motieven
Concrete motieven zijn direct gebaseerd op de isotopieën. Elk verhaal bevat handelingen en kent bijgevolg een groot aantal tekstplaatsen die betrekking hebben op de feitelijke gebeurtenissen die in de verhaalwerkelijkheid plaatsvinden. Al lezend ordent de lezer deze soort tekstplaatsen. (Wat is er gebeurd, wanneer, door wie?) De beschrijvingen van de handelingen en gebeurtenissen in een verhaal die om de een of andere reden bij elkaar horen, vormen een concrete motieflijn. Het patroon van concrete motieven in een verhaal wordt gevormd door het geheel van de concrete motieflijnen uit dat verhaal. Concrete motieven zijn de dragers van de abstracte motieven, op de wijze waarop bij beeldspraak het beeld de drager is van het vergelekene.
Tot de groep motieven behoren de verhaalmotieven, de statische motieven en de leidmotieven:
- 'verhaalmotieven' hebben altijd een dynamisch karakter, omdat ze met ver vooruitgang en de voortstuwing van het verhaal verbonden zijn. Ze verschillen per verhaal.
- 'statische motieven' zijn verantwoordelijke voor het statische in het verhaal, dus meestal de sfeer en het 'klimaat'.
- als 'leidmotieven' kunnen in een verhaal soms opvallende stijl- en vormelementen gelden, die in steeds wisselende vorm voorkomen. Een voorbeeld van een leidmotief is de steen in het verhaal De aanslag van Harry Mulisch. In vrijwel ieder hoofdstuk komt de steen in een andere gedaante (dobbelsteen, straatsteen, kei, monument, grafzerk) terug.

##### Abstracte motieven
Abstracte motieven zijn weer terug te voeren op de concrete motieven. Ze komen voor als bepaalde verhaalgegevens en motieven een voor het hele verhaal relevante, maar minder concrete betekenis krijgen. Een abstract motief is de wijze waarop in een verhaal een gebeurtenis beschreven is, verleent soms een extra betekenis aan die gebeurtenis. De beschrijving zorgt ervoor dat die gebeurtenis een figuurlijke dimensie krijgt. De beschrijving van de concrete gebeurtenis gaat fungeren als beeld voor iets dat niet in de tekst staat: een figuurlijke betekenis van die gebeurtenis. In feite is hier dus sprake van beeldspraak.
Tekstplaatsen in een verhaal waar ten aanzien van gebeurtenissen figuurlijke betekenissen ontstaan die om de een of andere reden bij elkaar horen en zo een zekere identiteit vertonen, vormen een abstracte motieflijn. Het patroon van abstracte motieven in een verhaal wordt gevormd door het geheel van de abstracte motieflijnen uit dat verhaal.
Zowel bij de concrete als de abstracte motieven van een verhaal is het de lezer is die ze aanbrengt. Bij het aanwijzen van de concrete motieven in een verhaal ontstaat er doorgaans weinig verschil van mening, aangezien daarbij logische verbanden de doorslag geven. De concrete motieven uit een verhaal zijn daarom tamelijk objectief. Bij het aanwijzen van de abstracte motieven in een verhaal ligt dit al een stuk ingewikkelder, aangezien daarbij de subjectieve en a-logische verbanden van beeldspraak aan de orde kunnen zijn.

##### Thema
Thema, thematiek, hoofdmotief, grondmotief of kerngedachte is een algemene kenmerkende grondgedachte van een verhaal, dat, in tegenstelling tot het motief, in een tekst aanwezig kan zijn zonder een expliciete vermelding. Het thema is een formulering waarin alle abstracte motieven van een verhaal worden gevat. Het gaat hier om een formulering van een zodanig abstractieniveau dat zowel de letterlijke als de figuurlijke laag van het verhaal erin betrokken zijn.

#### Motto
Onder "motto" wordt een korte tekst verstaan die de bedoeling van het verhaal of onderdeel ervan weergeeft.
Een motto of kenspreuk van een boek is een korte tekst, een citaat, een spreuk, een sententia of een klein stukje tekst dat niet bij het verhaal hoort, en dat meestal van een ander personage dan de verteller komt. Het gaat steeds vooraf aan een tekst en is daarvan duidelijk onderscheiden door plaats en wijze van afdrukken. Motto's hebben doorgaans een specifieke relatie met de tekst waar ze bij horen, bijvoorbeeld een ondersteuning of toespeling op de inhoud van de tekst die volgt. Motto's geven bovendien aan tot welke schrijverstraditie de gebruikers ervan wensen te behoren en ze verraden iets van de literatuuropvatting van de auteur. Maar daarnaast zou men het motto kunnen zien als een aanwijzing voor de lezer over de wijze waarop de erop volgende tekst gelezen dient te worden. Het belang van een motto is gewichtig, want het kan helpen bij de interpretatie van het verhaal. Er kunnen ook meerdere motto's aanwezig zijn.

### Verteltheorie
Met de term verteltheorie wordt geduid op de structuuraspecten van een verhaal. De verteltechniek bepaalt voor een groot deel de kwaliteit van een literair verhaal.

#### Narratieve vertelinstantie
Het begrip narratieve vertelinstantie (vertelperspectief, "narrative voices") gaat over het criterium of de verteller een deel uitmaakt van het verhaal als personage of niet:
- een homodiëgetische vertelinstantie is een personage, dat onderdeel is van het verhaal. Een dergelijk verhaal is vaak een ik-vertelling. De verteller is minstens een getuige, maar kan ook handelend optreden.
  - Men spreekt van een autodiëgetische verteller als de protagonist en de verteller hetzelfde personage zijn.
- heterodiëgetische vertelinstantie, waar de verteller geen deel uitmaakt van het verhaal, er min of meer los van staat en alwetend is.

Men kan onderscheid maken in de mate waarin een verteller naar zichzelf verwijst of juist in het geheel niet:
- Als er nergens in de tekst expliciet wordt verwezen naar de werkelijkheid van de verteller wordt dat niet gedramatiseerd genoemd. Een dergelijke verteller noemt hij zichzelf niet met het persoonlijk voornaamwoord "ik" of "wij".
- Een gedramatiseerde verteller verwijst openlijk naar zichzelf, zijn meningen of zijn waardeoordelen. Het kan een homodiëgetische of een heterodiëgetische verteller zijn.

Wat uitgebreider staat het verschil tussen gedramatiseerd en niet-gedramatiseerd in onderstaande tabel:
| gedramatiseerde verteller "overt narrator" | niet-gedramatiseerde verteller "covert narrator"                                                                    |
| --- | --- |
| de verteller verwijst naar zichzelf in de eerste persoon ("ik", "wij", "mijn", "onze")                                                                  | de verteller is seksueel onbepaald en verwijst niet naar zichzelf                                                   |
| de verteller verwijst naar direct of indirect naar een fictieve toehoorder (bijvoorbeeld het toespreken van het "oplettende lezertje" in de Bommelsaga) | de verteller verwijst niet naar een fictieve toehoorder ("narratee")                                                |
| de verteller geeft de lezer een toelichting of inleiding indien nodig                                                                                   | de verteller geeft de lezer geen toelichting of inleiding, ook als is het gewenst                                   |
| de verteller gebruikt de 'conatieve' of 'appellatieve' functie                                                                                          | de vertelling toont in het geheel geen duidelijke 'conatieve', 'fatische', 'appellatieve' of 'expressieve' functies |
| de verteller heeft een expliciete, duidelijk herkenbare stem                                                                                            | de verteller heeft een neutrale, niet opvallende stem en stijl                                                      |
| de verteller breekt in bij het verhaal met filosofisch of metanarratief commentaar                                                                      | de verteller breekt niet in bij het verhaal voor commentaar                                                         |
| de verteller vertoont een subjectieve houding ten opzichte van de personages en gebeurtenissen                                                          | de verteller laat de gebeurtenissen in het verhaal zich in een natuurlijk tempo en volgorde ontwikkelen             |
| de verteller vertoont een subjectieve houding ten opzichte van de personages en gebeurtenissen                                                          | de verteller "laat het verhaal zichzelf vertellen".                                                                 |

#### Focalisatie
Met focalisatie wordt de relatie bedoeld tussen de gepresenteerde elementen en de visie van waaruit deze worden gepresenteerd, m.a.w. focalisatie maakt het onderscheid tussen wie ziet of wie neemt waar tegenover wie zegt.
- externe focalisator: is een focalisator die niet tot het verhaal behoort en dus ook de verteller is omdat de focus van waarneming dat van de verteller lijkt te zijn.
- interne focalisator, ook personage-focalisator: de focus van de waarneming is van een personage in het verhaal

#### Tekstvorm
De verhaaltekst bestaat uit verschillende tekstvormen: persoonstekst en vertellerstekst.
Persoonstekst
Persoonstekst is het geheel van de dialogen en monologen van een verhaal vormt de persoonstekst van dat verhaal. De persoonstekst uit een verhaal bestaat dus uit alles wat ik de tekst in de directe rede staat. De directe rede staat altijd in de 1e persoon enkelvoud (soms: 1e persoon meervoud) en in de o.t.t. Wat in een verhaal niet tot de persoonstekst hoort, is vertellerstekst.
- directe rede is de tekstvorm waarin dialogen en monologen staan. De dialogen en monologen uit de tekst van een verhaal vormen samen de persoonstekst. De persoonstekst staat in de 1e persoon enkelvoud en de basiswerkwoordstijd is de o.t.t.
- directe monologue intérieur kan voorkomen in een verhaal met een ik-vertelsituatie. Het is een tekstfragment van enige omvang (minimaal 2 à 3 zinnen) dat in de erlebte Rede (vrije indirecte rede) is gesteld. Erlebte Rede is een mengvorm van vertellerstekst en persoonstekst - in dit geval dus van de tekst van het vertellende ik en die van het belevende ik - , waarin in feite óver de gedachten van een personage wordt verteld, maar dan zo dat de suggestie ontstaat dat die gedachten dóór het personage zelf worden gepresenteerd. Men zegt ook wel dat erlebte Rede een tekstvorm is, die bij de lezer het effect teweegbrengt dat representatie van buitenaf en van binnenuit samenvallen.
Tekst in erlebte Rede kan allerlei omvang hebben. Soms beslaat zij slechts een gedeelte van één zin, soms echter een hele bladzijde of zelfs meerdere bladzijden. Zodra een erlebte-Redefragment enige omvang aanneemt, spreken we van monologue intérieur: directe monologue intérieur (bij de ik-vertelsitiatie) en indirecte monologue intérieur (bij de personale vertelsituatie).
Het komt voor dat een indirecte monologue intérieur uit een verhaal met een personale vertelsituatie (3e pers. enk.) zonder meer overgaat in een directe monologue intérieur (1e pers. enk.) om vervolgens weer terug te springen in de 3e persoon enkelvoud. Deze kunstgreep versterkt doorgaans het effet de réel van de indirecte monologue intérieur.

Vertellerstekst
Vertellerstekst is de verhaaltekst minus alle tekstgedeelten die in de directe rede staan (de dia- en monologen). De vertellerstekst van een verhaal is dus de verhaaltekst min de persoonstekst. De vertellerstekst van een verhaal bevat onder andere de tekstgedeelten die in de indirecte rede staan. Er bestaat hierop een uitzondering: In één geval komt er ook in de vertellerstekst directe rede voor, namelijk wanneer de gedramatiseerde auctoriale verteller in de auctoriale vertelsituatie zich rechtstreeks richt tot de fictieve lezer. In dat geval bezigt zo'n verteller immers ook de 1e persoon enkelvoud en de o.t.t. ("Ik verzeker u, o welwillende lezer, dat [...]")
- Indirecte rede:
- Indirecte monologue intérieur kan voorkomen in verhalen met een auctoriale of personale vertelsituatie. Het is een tekstfragment van enige omvang (minimaal 2 à 3 zinnen) dat in de erlebte Rede (vrije indirecte rede) is gesteld. Erlebte Rede (zie aldaar) is een mengvorm van vertellerstekst en persoonstekst, waarin in feite óver de gedachten van een personage wordt verteld, maar dan zo dat de suggestie ontstaat dat die gedachten dóór het personage zelf worden gepresenteerd. Men zegt ook wel dat erlebte Rede een tekstvorm is, die bij de lezer het effect teweegbrengt dat representatie van buitenaf en van binnenuit samenvallen.
Tekst in erlebte Rede kan allerlei omvang hebben. Soms beslaat zij slechts een gedeelte van één zin, soms echter een hele bladzijde of zelfs meerdere bladzijden. Zodra een fragment in de erlebte Rede enige omvang aanneemt, spreken we van indirecte monologue intérieur.
Het komt voor dat een indirecte monologue intérieur uit een verhaal met een personale vertelsituatie (3e pers. enk.) zonder meer overgaat in een directe monologue intérieur (1e pers. enk.) om vervolgens weer terug te springen in de 3e persoon enkelvoud. Deze kunstgreep versterkt doorgaans het effet de réel van de indirecte monologue intérieur.

Tekstinterferentie
Tekstinterferentie is de menging van vertellerstekst en persoonstekst.
- Erlebte Rede is een tekstvorm die vaak optreedt in verhalen met een personale vertelsituatie, maar die ook bij de andere twee vertelsituaties voor kan komen. Erlebte Rede (vrije indirecte rede) is tekstinterferentie tussen persoonstekst en vertellerstekst, wat wil zeggen dat het een tekstsoort is die een vermenging is van persoonstekst en vertellerstekst.
- Vrije indirecte rede is een stijlfiguur die het midden houdt tussen de directe en de indirecte rede, ofwel tussen een monoloog en een verslag van de beleving van iemand anders.

Stream of consciousness is een tekstvorm die toegepast wordt bij fictie met de bedoeling een veelvoud aan indrukken weer te geven die zich aan het bewustzijn van een personage spontaan opdringen.

#### Vertelperspectief
Het vertelperspectief, vertelsituatie of vertelwijze wordt vaak ook het point of view (POV) genoemd:
- De auctoriële verteller is een alwetende verteller, die zelf niet aanwezig als personage is in het verhaal. Hij vertelt het verhaal over andere personages vanuit het standpunt van een buitenstaander, die alles weet over hun gedachten en motieven.
- De personele verteller is een niet-alwetende, niet-gedramatiseerde verteller, die geen toelichting of commentaar geeft, en een neutrale, niet opvallende eigen stem en stijl heeft.
- Ik-perspectief: "vertellend ik" (autobiografisch) of "belevend ik".
  - als de ik-verteller het belangrijkste personage is in het verhaal gaat het om de ik-protagonist.
  - als de verteller een minder belangrijk personage is gaat het om een ik-getuige.
- Een onbetrouwbare verteller spreekt niet de waarheid over het verhaal, maar vaak is dat verhuld. Het gaat om misleiding door de verteller of om gebrek aan kennis bij de verteller.

#### Gedachten, gesprekken, gezichtspunten
Weergave van gedachten, gesprekken en gezichtspunten
- interior monologue
- psychonarration
- vrije indirecte rede, vertelde monoloog

#### Stijl en stijldifferentiatie
Stijlperiode is een term uit de cultuurgeschiedenis ter aanduiding van een bepaalde periode door middel van de stijl die in dat tijdvak overheersend wordt geacht. Het beschrijft een op een bepaald ogenblik heersende werkwijze op stilistisch en thematisch gebied. Voorbeelden zijn romantiek, avant-garde, naturalisme en impressionisme. In de literatuurgeschiedenis geeft men doorgaans de voorkeur aan de ruimere term stroming bij het periodiseren (periodisering). Het kaderen van een verhaal of tekst in een dergelijk stijlkader, kan helpen tot het doorgronden van bepaalde handelingen van de personages, omdat ze op een of andere manier typerend zijn voor een bepaalde stroming.
De stijl kan men bepalen door te letten op specifieke elementen zoals stijlfiguur, (opvallende) beeldspraak, zinsbouw, woordkeuze, citaten, concretisering van motieven, tijd- en plaatskeuze, voorstelling van de personages, beschrijving van details. De stijl is de manier waarop de auteur zich met zijn taal uitdrukt. Intertekstualiteit is het verschijnsel dat literaire teksten echo's bevatten van andere (literaire) teksten. Wij lezen en schrijven in een culturele, maatschappelijke en literaire traditie die in teksten is vastgelegd. Het gaat om de invloed die uitgaat van vroegere teksten en op welke manier daar creatief mee wordt omgegaan.

##### Spanning
In vele verhalen is er ook een vorm van spanning aanwezig. Er zijn algemeen drie soorten spanning:
- Inhoudelijke spanning: dit is spanning in verband met de inhoud en de afloop van het verhaal. Het doel van deze spanning is om de lezer nieuwsgierig te maken en hem tot het einde vast te houden in het verhaal. Inhoudelijke spanning mondt uit in de climax.
- Emotionele spanning: de lezer heeft meer kennis dan het/de personage(s) en is min of meer geneigd ze te waarschuwen.
- Intellectuele spanning: de lezer voelt dat hij minder weet dan het personage en heeft dus een kennisachterstand. Dit is steeds het geval als het verhaal in medias res begint.

## Genres
Bij het categoriseren van literatuur binnen bepaalde genres toetst men de structurele elementen die gebruikt worden om een verhaal te vertellen. Als deze elementen steeds opnieuw terugkomen in een verhaal, spreekt men van een genre. Het literaire genre waar een verhaal bij hoort, is een bepaald type creatief product. In het algemeen wordt een onderverdeling gemaakt tussen de 2 hoofdtypen fictie en non-fictie, en daarbinnen weer verschillende hoofdgenres.

### Fictie
Fictie bevat een verhaal dat zich niet in de realiteit afgespeeld heeft, maar voortkomt uit de fantasie van de auteur (of diens bronnen). Tot de fictie worden gerekend uitgevoerde en opgevoerde verhalen, proza, verhalende poëzie en scripts,
| Fictie |
| --- |
| - uitgevoerde, opgevoerde verhalen: - ballet - film - musical - opera, operette - oratorium - toneelstuk - geschreven en gedrukte verhalen: - proza - roman - novelle - kort verhaal - verhalende poëzie - epos - ballade - scripts - scenario, - libretto - toneelscript |

Binnen de hoofdgenres bestaan nog verschillende subgenres, zoals western, detective, sciencefiction.

### Non-fictie
Tot de non-fictie worden gerekend de teksten en verhalen die zich in de realiteit afgespeeld hebben, en niet voortkomen uit de fantasie van de auteur. Het gaat om informatieve teksten, betogende teksten, persoonlijke teksten en de dialogerende teksten.
| Non-fictie |
| --- |
| - informatieve teksten - artikel - verslag of rapport - biografie - woordenboek - encyclopedie - handboek - betogende teksten - essay - verhandeling of scriptie - column - recensie. - persoonlijke teksten - brief - memoires, autobiografie, dagboek - logboek - blog en vlog - dialogerende teksten - interview - enquête - discussie- of internetforum |

## Stroming en stijlperiode
De stijlperiode is een term uit de cultuurgeschiedenis ter aanduiding van een bepaalde periode door middel van de stijl die in dat tijdvak overheersend wordt geacht. Het beschrijft een op een bepaald ogenblik heersende werkwijze op stilistisch en thematisch gebied. Voorbeelden zijn romantiek, avant-garde, naturalisme en impressionisme.
In de literatuurgeschiedenis geeft men doorgaans de voorkeur aan de ruimere term stroming bij het periodiseren (periodisering). Het kaderen van een verhaal of tekst in een dergelijk stijlkader, kan helpen tot het doorgronden van bepaalde handelingen van de personages, omdat ze op een of andere manier typerend zijn voor een bepaalde stroming. Voor stroming en stijlperiode zie onder andere:

## Toepasbaarheid en kritiek
De structuralistische tekstbenadering die de narratologie met zich meebracht, ontmoette vanaf het begin kritiek op diverse niveaus. Barthes kreeg het verwijt dat hij het werk van de klassieken tot tekensysteem reduceerde. Maar ook is gesteld dat deze analyse veel te schematisch is: er blijven alleen abstracte elementen over, waardoor individuele kenmerken van afzonderlijke werken niet langer voor de kritiek toegankelijk zouden zijn.
In de tekstgerichte literatuurbenadering wordt tekst gezien als een object met structuur van zinvol samenhangende elementen waarvan door structuuranalyse de betekenis en samenhang achterhaald kan worden. Deze opvatting en de bijbehorende methoden zouden bij de postmoderne literatuur niet meer toepasbaar zijn, omdat in de postmoderne literatuur de auteurs zich niet veel aantrekken van de narratologische onderscheidingen, of deze zelfs bewust doorbreken. Van Boven en Dorleijn zijn echter van mening dat de narratologische "aanpak voldoende ruimte aan tekst en lezer biedt om literaire teksten, ook de meest recente, volgens de huidige inzichten te analyseren en interpreteren", omdat teksten die "de traditionele onderscheidingen en het concept van de literaire tekst als eenheid doorkruisen en ondermijnen" pas na kennis te hebben genomen van de narratologische concepten begrepen kunnen worden.
Karel van het Reve was in Nederland een bekende criticus van de narratologie. In de Huizinga-lezing van 1978 had hij kritiek op deze theorie en meer in het algemeen over de literatuurwetenschap, die in zijn ogen enorme pretenties paarde aan uiterst schamele resultaten.